# Cree (zespół muzyczny)
Cree – polski zespół grający blues rocka, stylem przypominającym muzykę lat 60. i 70.

## Historia
Zespół powstał w 1993 w Tychach z inicjatywy trzech niespełna 16-letnich muzyków: Sebastiana Riedla, Sylwestra Kramka i Adriana Fuchsa. Pomysłodawcą nazwy był muzyk Ryszard Riedel, ojciec Sebastiana, który był zafascynowany historia i życie Indian, i sam chciał mieć zespół o takiej nazwie. W tym samym roku zespół zadebiutował w Tychach i przez następnych kilka lat nie osiągnął większych sukcesów.
W 1997 zespół wystąpił na I Festiwalu Młodej Kultury w warszawskiej „Stodole” i zdobył Grand Prix VI Olsztyńskich Nocy Bluesowych. Następnie wystąpił na festiwalu FAMA w Świnoujściu i zagrał jako support Johna Mayalla w Sali Kongresowej. W maju 1998 zagrał na festiwalu w Lille, a w grudniu tego samego roku nakładem wytwórni Pomaton EMI i Scena FM wydał album pt. Cree. Wydaniu płyty towarzyszył występ zespołu w koncertowym programie telewizyjnym dla TVP3 w Katowicach i udział w plenerowej trasie z okazji 20-lecia grupy Perfect.
Pod koniec 2000 zespół nagrał utwór „Wesoła nowina” na płytę z bluesowymi kolędami. W latach 2000–2001 nastąpiły zmiany w składzie zespołu: powrócił Sylwester Kramek, a odeszli – Marek Gruszka i Dariusz Sarna, którego zastąpił basista Jerzy Kawalec. Zespół w nowym składzie nagrał w Zamku Królewskim w Niepołomicach i wydał własnym sumptem w lipcu 2002 album pt. Za tych.... Za płytę otrzymali przychylne recenzje, a magazyn „Twój Blues” okrzyknął ją bluesowym albumem roku.
W 2003 z zespołu odszedł Krzysztof Głuch. Zespół, po raz pierwszy bez instrumentów klawiszowych, w czerwcu tego samego roku zagrał na Dniach Tyskich. Wtedy też muzycy zdecydowali się na mocniejsze, gitarowe brzmienie i zrezygnowali z instrumentów klawiszowych. We wrześniu 2003 zmarł Jerzy Kawalec, którego miejsce w składzie zajął basista Lucjan Gryszka. W październiku zespół nakręcił teledysk promujący film dokumentalny o Ryśku Riedlu, którego premiera odbyła się w 2004.
Na początku 2004 z zespołu odszedł Adrian Fuchs, którego miejsce zajął perkusista Tomek Kwiatkowski, poza tym grupa przywróciła do swojej muzyki instrumenty klawiszowe, a klawiszowcem zespołu został Adam Lomania. W lipcu 2004 grupa z okazji 10-lecia działalności artystycznej wydała album pt. Parę lat zawierający 10 utworów Cree z poprzednich płyt, ale w nowych aranżacjach. Również w 2004, dzięki udziałowi Riedela w programie Bar VIP, zespół zaistniał medialnie, przyciągając nowe grono słuchaczy.
W lutym i marcu 2007 zespół nagrał w ośrodku wczasowym „Domki” w Dębinie album pt. Tacy sami, który miał premierę w grudniu tego samego roku. Płyta została dedykowana zmarłej matce Riedela. Zespół nakręcił także teledysk do utworu „To co chciałeś”. Również w 2009 premierę miał album DVD, który grupa nagrała z orkiestrą na 15-lecie swojej działalności.
W 2012 muzycy wydali album studyjny pt. Diabli nadali i koncertowe DVD pt. Live z zapisem koncertu w Katowickim Spodku, z 11 listopada 2011. 8 czerwca 2013 zwyciężyli w konkursie „Trendy” podczas festiwalu TOPtrendy 2013. 24 września tego samego roku wydali album pt. Wyjdź….
W czerwcu 2023 zmarł Tomasz Kwiatkowski, perkusista zespołu.

## Skład
- Sebastian Riedel – gitara, wokal, harmonijka ustna (1993 - obecnie)
- Bartosz Miarka – gitara (2019 - obecnie)
- Lucjan Gryszka – gitara basowa (2003 - obecnie)
- Adam Lomania – instrumenty klawiszowe (2004 - obecnie)
- Kuba Majerczyk – perkusja (2016 - obecnie)
- Dariusz Sarna – gitara basowa (1993-2001)
- Adrian Fuchs – inst. perkusyjne, perkusja (1993-2004)
- Marek Gruszka – gitara (1998-2001)
- Krzysztof Głuch – fortepian (1993-2003)
- Jerzy "Kawa" Kawalec (nie żyje) – gitara basowa (2001-2003)
- Tomasz Kwiatkowski (nie żyje) – perkusja (2004-2016)
- Sylwester Kramek – gitara (1993-2019)

## Dyskografia

### Albumy
| 1998                           | Cree - Data: 1998 - Wydawca: Pomaton                                     | —  |
| 2002                           | Za tych... - Data: 2002 - Wydawca: Con Solator                           | —  |
| 2004                           | Parę lat - Data: 15 listopada 2004 - Wydawca: Metal Mind Productions     | —  |
| 2007                           | Tacy sami - Data: 10 grudnia 2007 - Wydawca: Metal Mind Productions      | —  |
| 2012                           | Diabli nadali - Data: 29 maja 2012 - Wydawca: Universal Music Polska     | 13 |
| 2013                           | Wyjdź… - Data: 24 września 2013 - Wydawca: Universal Music Polska        | 11 |
| 2015                           | Heartbreaker - Data: 13 listopada 2015 - Wydawca: Universal Music Polska | 40 |
| 2024                           | Zawsze Z Wami - Data: 29 listopada 2024 - Wydawca: Riedel Art            |    |
| "—" pozycja nie była notowana. |                                                                          |    |

### Albumy koncertowe
| Rok  | Tytuł                                                                                  |
| ---- | -------------------------------------------------------------------------------------- |
| 2009 | 15 Cree - Data: 24 lipca 2009 (CD), 26 kwietnia 2010 (DVD) - Wydawca: EMI Music Poland |
| 2012 | Live - Data: 18 czerwca 2012 (DVD) - Wydawca: Metal Mind Productions                   |

### Notowane utwory
| Rok  | Tytuł                      | Pozycja na liście |
| Rok  | Tytuł                      | LP3               |
| ---- | -------------------------- | ----------------- |
| 1999 | "Zostań ze mną"            | 29                |
| 2011 | "Diabli nadali"            | 18                |
| 2012 | "Wszystkie winy"           | 15                |
| 2012 | "Cały nasz świat"          | 29                |
| 2013 | "Jestem tu dla Ciebie"     | 37                |
| 2013 | "Wierzyć chcę w marzenia"  | 31                |
| 2014 | "Biuro ludzi znalezionych" | 29                |
| 2015 | "Wierzyć chcę w marzenia"  | 31                |
| 2015 | "Na dnie twojego serca"    | 24                |